# Orithopsidae
Orithopsidae is een uitgestorven familie van krabben, behorende tot de superfamilie der Dorippoidea.

## Systematiek
In deze familie worden volgende genera onderscheiden: 
- Cherpiocarcinus † Marangon & De Angeli, 1997
- Goniochele † Bell, 1858
- Marycarcinus † Schweitzer, Feldmann, Fam, Hessin, Hetrick, Nyborg & R. L. M. Ross, 2003
- Orithopsis † Carter, 1872
- Paradoxicarcinus † Schweitzer, Feldmann, Fam, Hessin, Hetrick, Nyborg & R. L. M. Ross, 2003
- Silvacarcinus † Collins & Smith, 1993